# Armash, Ararat
Armash là một đô thị thuộc tỉnh Ararat, Armenia. Dân số ước tính năm 2011 là 2685 người.